# 瑪麗亞·法蘭西絲卡 (普法爾茨-蘇爾茨巴赫)
普法爾茨-蘇爾茨巴赫的瑪麗亞·法蘭西絲卡（德語：Maria Franziska von Pfalz-Sulzbach，1724年6月15日—1794年11月15日），普法爾茨選侯卡爾三世·菲利普的外孫女，屬於維特爾斯巴赫王朝的普法爾茨-蘇爾茨巴赫分支。

## 家庭
1746年，瑪麗亞·法蘭西絲卡和普法爾茨-茨魏布呂肯的腓特烈·米夏埃爾結婚，兩人共有2子2女：
1. 卡爾·奧古斯特（1746年—1795年），茨魏布呂肯公爵
2. 阿瑪莉埃（1752年—1828年），薩克森王后
3. 瑪麗亞·安娜（1753年—1824年），巴伐利亞的公爵夫人
4. 馬克西米利安·約瑟夫（1756年—1825年），巴伐利亞國王